# Rehabilitation psychisch Kranker
Die Rehabilitation psychisch Kranker (RPK) hält alle notwendigen medizinisch-therapeutischen, psychosozialen und beruflichen Behandlungs- und Förderangebote in speziellen Rehabilitationseinrichtungen vor. Das multiprofessionelle Rehabilitationsteam bietet eine integrierte Komplexleistung auf der Grundlage des bio-psycho-sozialen ICF-Modells für Menschen mit endogenen oder exogenen Psychosen, Neurosen, schweren Depressionen und Persönlichkeitsstörungen an. Das Rehabilitationsteam besteht aus Arzt/Psychiater, Dipl.-Psychologe / Psychologischer Psychotherapeut, Gesundheits- und Krankenpfleger, Ergotherapeut/Arbeitstherapeut, Physiotherapeut mit sporttherapeutischer Kompetenz, Sozialtherapeut, Sozialpädagoge/-arbeiter, Werkstattleiter, Fachkräfte für die berufliche Rehabilitation und betriebliche Fachanleiter. Zusätzliche Therapieangebote z. B. Kunsttherapie, Heileurythmie, Musiktherapie und andere müssen beim jeweiligen RPK-Anbieter angefragt werden. Gerontopsychiatrische und neurotisch-psychosomatische Erkrankungen sowie intellektuell starke Einschränkungen und Suchterkrankungen ersten Grades finden keine Berücksichtigung. Sie erfordern andere Maßnahmen.

## Historie
Die Psychiatrie-Enquete von 1975 hatte die damaligen schwerwiegenden Mängel in der bundesdeutschen Psychiatrieversorgung aufgezeigt. Dazu gehörte auch die fehlende Gleichstellung seelisch und organisch erkrankter Menschen bezogen auf die medizinische und rehabilitative Versorgung. Weder Rentenversicherungsträger, noch Krankenkassen oder die Arbeitsverwaltung (heute Bundesagentur für Arbeit) übernahmen die Leistungen für medizinische und/oder berufliche Rehabilitationsmaßnahmen. So entstand in der Folge die erste „Empfehlungsvereinbarung RPK vom 17. November 1986“, die durch die erneuerte „Empfehlungsvereinbarung RPK vom 29. September 2005“ fortgeschrieben wurde.
Beginnend 1986 sollte jedes Bundesland eine RPK-Einrichtung als Modell mit 50 Belegplätzen anbieten. Diese Einrichtungen sollten für 4 Jahre wissenschaftlich begleitet werden, um daraus Schlüsse für eine flächendeckende Versorgung mit medizinisch-beruflichen Rehabilitationsangeboten im Sinne des integrierten Komplexleistungsangebots zu ziehen. Es sollte ein besonderes „spezifisches therapeutisches Milieu“ geschaffen werden, das die selbstständige Lebensführung und die Arbeitsbefähigung ermöglicht, ohne dass Klinik- und Krankenhausstrukturen angeboten werden, damit der jeweilige betroffene Mensch seine Patientenrolle möglichst vollständig ablegen kann („Alltag als Therapie, Therapie als Alltag“).
So entstanden ab 1986 – häufig als Fortentwicklung bestehender Übergangswohnheime für psychisch kranke Menschen – folgende RPK-Einrichtungen mit jeweils 50 Plätzen:
- ATZ Saarbrücken (Saarland)
- ERPEKA Nürnberg (Bayern)
- Haus Jüthornstraße (Hamburg)
- REAS GmbH & Co. KG – Rehazentrum in Asbach (Hessen)
- Reha-Zentrum CHRISTIANI (Baden-Württemberg)
- Wichern-Institut (Rheinland-Pfalz).

Alle später von den Leistungsträgern anerkannten RPK-Einrichtungen bekamen nur noch geringere Platzzahlen (10–30 Plätze) bewilligt.
Eine neue Empfehlungsvereinbarung RPK trat am 1. Juli 2006 in Kraft. Das Fehlen eines ausreichenden flächendeckenden Reha-Diagnostik-/Reha-Assessment-Instrumentariums wurde bemängelt. Nur in Baden-Württemberg gibt es eine 6-wöchige „Klinische Belastungserprobung: Reha-Diagnostik/Reha-Assessment“ vor Einleitung des RPK-Verfahrens in den RPK-Einrichtungen dieses Bundeslandes.

## Gesetzliche Grundlagen
Alle „echten“ RPK-Einrichtungen verfügen über einen rechtsgültigen Vertragsabschluss mit den gesetzlichen Krankenkassen
gemäß § 111 Versorgungsverträge mit Vorsorge- oder Rehabilitationseinrichtungen SGB V.
Zusätzlich verfügen diese Einrichtungen über einen jeweiligen Vertragsabschluss mit Vergütungsvereinbarung gemäß der Empfehlungsvereinbarung RPK vom 29. September 2005 mit der Deutschen Rentenversicherung (jeweiliges Bundesland), der Deutschen Rentenversicherung Bund, den gesetzlichen Krankenversicherungen und der Bundesagentur für Arbeit.

## Leistungsträger der Rehabilitationen
Die Kosten für die Rehabilitationsmaßnahmen übernehmen vorrangig
- Gesetzliche Krankenversicherung
- Private Krankenversicherung
- Rentenversicherungsträger (z. B. Deutsche Rentenversicherung) oder
- die Arbeitsverwaltung (regionale Dienststellen der Bundesagentur für Arbeit).

Sind die versicherungsrechtlichen Voraussetzungen für eine Kostenübernahme durch die genannten Leistungsträger nicht gegeben, so kam bis zur Einführung des Rehabilitationsrechts im Jahr 2001 noch der Sozialhilfeträger zur Kostenübernahme in Frage.

## Unterbringung
Die Teilnahme an einer RPK-Maßnahme erfolgt entweder
- stationär (Unterbringung in der RPK-Einrichtung: Großgruppen, Wohngemeinschaften, Einzel- und Paarwohnen) oder
- ambulant = teilstationär (Pendeln zur RPK-Einrichtung von der eigenen Wohnung oder vom Elternhaus).

## Antragstellung zur Rehabilitation
Vor der Antragstellung bieten die regionalen Einrichtungen die Möglichkeit zu persönlichen Informationen in Einzelgesprächen oder in regelmäßig stattfindenden Informationsveranstaltungen. Möchte der Teilnehmer in RPK-Maßnahme beginnen, so läuft unter Begleitung und Unterstützung durch die RPK-Einrichtung das Antragsverfahren an. Zu den einzureichenden Unterlagen gehören im Wesentlichen das Antragsformular, eine Stellungnahme des behandelnden Arztes sowie eine ärztliche Stellungnahme der RPK-Einrichtung.

## Ziele und Aufgaben
Für die Teilnehmer gelten folgende Ziele und Aufgaben:
- Akzeptanz und Verstehen der Erkrankung
- Erkennen von belastenden Faktoren und deren Umgang im Alltag
- Entwicklung von Perspektiven
- Erkennen von Fähigkeiten und deren Förderung
- Berufliche Orientierung und Erprobung (z. B. in den Werkstätten der Einrichtungen)
- Entscheidung für einen Beruf mit anschließender praktischer Erfahrung in diesem Berufsfeld oder Beginn einer Berufsausbildung oder Arbeitsaufnahme im bereits erlernten Beruf
- Entwicklung in Bezug auf die soziale Kompetenz im Zusammenleben und Zusammenarbeiten
- Beziehungsaufnahmen im Umfeld (z. B. bei kulturellen Veranstaltungen oder beim Sport)

## Abschnitte der Rehabilitation
Eine typische RPK-Maßnahme kann in folgende Abschnitte eingeteilt werden:
1. Klinische Belastungserprobung: Reha-Diagnostik/Reha-Assessment – unter RPK-Bedingungen in den RPK-Einrichtungen mit Hauswirtschaft, Gartenbau, Holzwerkstatt, Schneiderei, Metall, Büro etc. (Dauer in der Regel sechs Wochen und in den Werkstätten der RPK-Einrichtung, derzeit nur in Baden-Württemberg möglich.)
2. medizinisch-berufliche RPK Schwerpunkt medizinisch (Dauer 3 bis 12 Monate, Praktikumsort in der Regel erster Arbeitsmarkt)
3. beruflich-medizinische RPK Schwerpunkt beruflich: LTA-Leistungen zur Teilhabe am Arbeitsleben (Dauer 6 bis 12 Monate, Praktikumsort in der Regel erster Arbeitsmarkt)
Dank des RPK-Modells konnte das alte Phasendenken (der medizinischen Phase folge die berufliche Phase) zu Gunsten eines modifizierten „personenzentrierten“ Arbeitsansatzes weiterentwickelt werden. Korrekterweise spricht man daher von einer „medizinisch-beruflichen RPK-Maßnahme mit dem Schwerpunkt medizinisch“, die in der Regel spätestens nach einem Jahr in eine „beruflich-medizinische RPK-Maßnahme mit dem Schwerpunkt beruflich“ weiterentwickelt werden kann. Erst durch dieses Prinzip gehen die Übergänge der medizinischen in die berufliche Reha fließend ineinander über, wobei zum Eintritt in die berufliche Reha eine tägliche Belastung von sechs Arbeitsstunden geschafft werden sollte. Im Anschluss an eine absolvierte RPK-Maßnahme kann zur Sicherung des Rehabilitationserfolges eine Nachbetreuung beantragt werden und an einigen Reha-Orten (z. B. Albbruck) eine Ausbildung begonnen werden.
4. RPK-Einrichtungen entwickeln sich insbesondere in Niedersachsen, aber auch in Hessen zu Rehabilitationskliniken mit Schwerpunkt medizinisch-beruflich orientierte Rehabilitation (MBOR). Diese beinhalten insbesondere medizinische Belastungserprobungen zur Förderung einer erwerbsbezogenen psychophysischen Belastungsfähigkeit im Hinblick auf eine künftige Berufstätigkeit. Im Anschluss kann die wiederhergestellte Erwerbsfähigkeit im Rahmen berufsfördernder Leistungen noch bis zur Dauer eines Jahres in Bezug auf eine künftige Tätigkeit qualifiziert werden, sofern eine Erwerbstätigkeit nicht schon nach der medizinischen Rehabilitation in Betracht kommt. Diese Entwicklung wurde im Wesentlichen durch die Mitgliedseinrichtungen des VpRD.[1] Die sich hieraus ergebenden Rehabilitationskonzepte eines gestuften Vorgehens wurden im Jahr 2015 durch die Rehabilitationsträger anerkannt.